# 特羅斯季亞涅齊 (卡尼夫區)
49°46′48″N 31°21′3″E / 49.78000°N 31.35083°E
特羅斯蒂亞內茨（烏克蘭語：Тростянець）是位於烏克蘭中部的村莊，由切爾卡瑟州切爾卡瑟區的博布里齊亞市鎮負責管轄。該村始建於十六世紀，面積1.35平方公里，海拔高度163米，2009年人口288，人口密度每平方公里213.3人。